# رونالد بيل
رونالد بيل (7 يناير 1931 - 26 أكتوبر 1989) (بالإنجليزية: Ronald Bell)‏ هو لاعب كريكت بريطاني.